# Aerenicopsis angaibara
Aerenicopsis angaibara là một loài bọ cánh cứng trong họ Cerambycidae.